# ソビエト連邦最高会議幹部会

ソビエト最高会議幹部会員のバッジ

ソビエト連邦最高会議幹部会 (ソビエトれんぽうさいこうかいぎかんぶかい、ロシア語: Президиум Верховного Совета、ラテン文字転写例：Prezidium Verkhovnogo Soveta) はソビエト連邦の政府機関で、ソビエト連邦最高会議 (議会) の常設機関である。これは連邦レベルの組織 (ソビエト連邦ソビエト最高会議幹部会) であるが、例えばベラルーシ社会主義共和国ソビエト最高会議幹部会のように、ソビエト連邦を構成する各共和国および自治共和国にも同様の組織が存在し、機能や構造もほぼ同一であった。最高会議幹部会は、最高会議の閉会中にその機能を果たすために設けられ、1936年ソ連憲法および1977年ソ連憲法では最高会議幹部会議長がソ連の国家元首であると規定されていた。

## 幹部会の構成

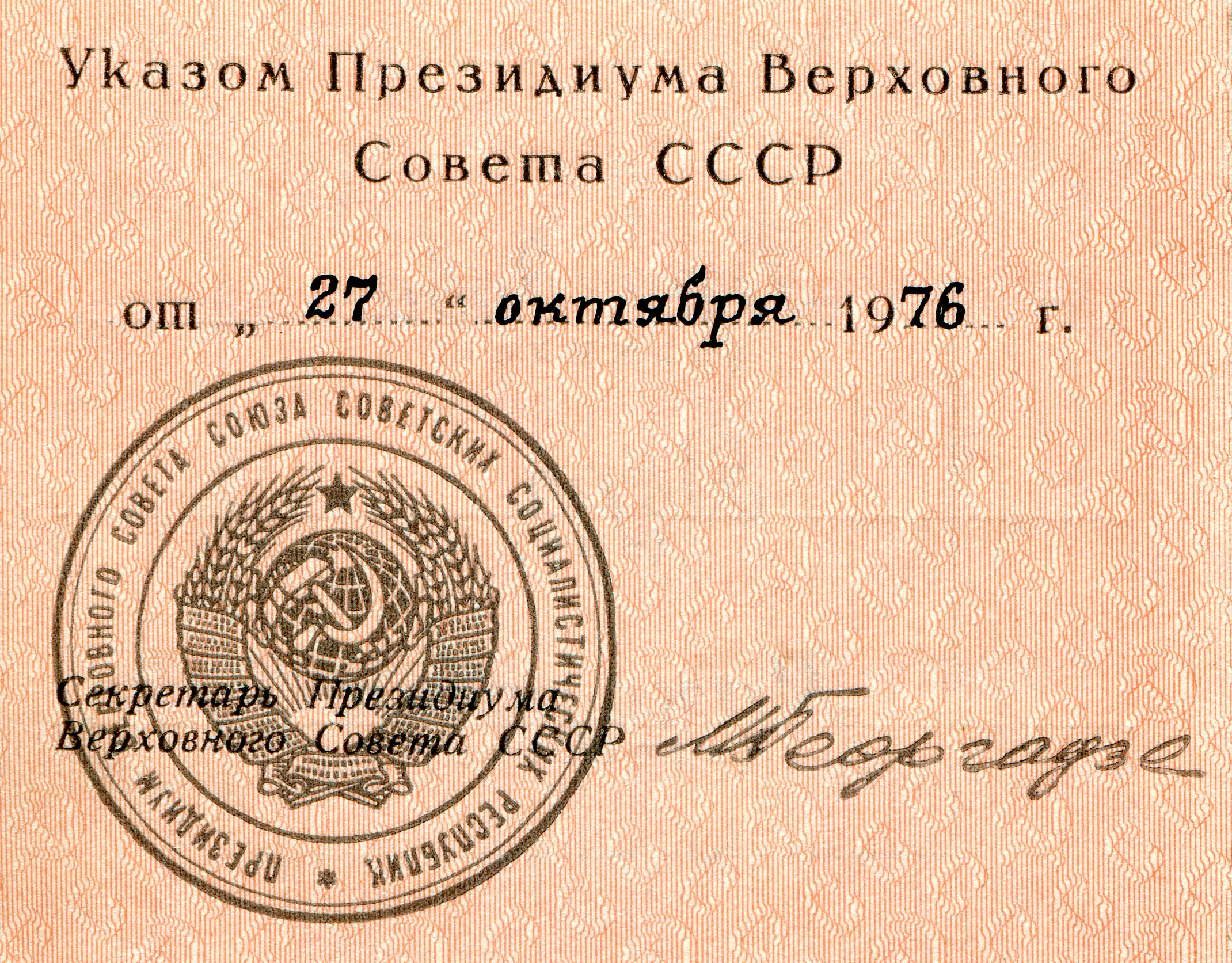
最高会議幹部会の印章と最高会議幹部会書記ミハイル・ゲオルカゼの署名（1976年10月27日付けの最高会議幹部会令）

最高会議幹部会はクレムリンにあるクレムリン・プレジディウム（クレムリン14番館）という建物で開催されていた。
ソビエト連邦最高会議幹部会は、ソビエト連邦最高会議の第1回会合において連邦会議と民族会議の合同会議により選出されていた。最高会議幹部会メンバーの任期は、ソビエト連邦最高会議の任期と同じく4年であった。ソビエト連邦最高会議幹部会は、議長、第一副議長（1977年に設置）、副議長15名（ソ連を構成する各共和国最高会議議長）、幹部会員20名（書記1名含む）の計37名で構成されていた。ソビエト連邦最高会議幹部会は、ソビエト連邦最高会議に対して全ての活動の責任を負っていた。

## 憲法上の権限

### 設置時
最高会議幹部会は1936年ソ連憲法においてその設置と権限が定められた。
- 政令の公布
- 国内法の法解釈
- 1936年ソ連憲法第47条に基づくソビエト連邦最高会議の解散および選挙の実施、連邦または構成共和国の要請に基づく国民投票の実施
- 連邦法と矛盾する連邦または構成共和国の閣僚会議による政令の廃止
- 閣僚会議議長の解任と、ソビエト連邦最高会議に対する閣僚の指名ならびに承認された閣僚の任命
- 勲章およびメダルの制定と授与
- 名誉称号の制定と授与
- 恩赦の決定
- ソビエト連邦軍最高司令官の選任および解任
- 軍人、外交官や特殊職の職位の制定
- 各種宣言および一部の動員令の発布
- ソビエト連邦に対する攻撃への対抗、または国際相互防衛条約の義務の履行のための宣戦布告
- 連邦として署名する国際条約の批准および破棄
- 最高会議閉会中における最高会議の機能および外国議会との関係の代行
- 外国に派遣される全権委員の選任および解任
- ソビエト連邦駐箚外国大使の信任状および解任状の受領
- ソ連の権益を保護し、または国内の治安および秩序を維持するための戒厳令の布告

ソビエト連邦最高会議幹部会は、ソビエト連邦国籍の取得、失効または自発的拒絶に関する事項も管掌した。

### 権限縮小
1989年の人民代議員大会創設と、最高会議の常設機関化に伴い、1977年ソ連憲法が規定する最高会議閉会時における最高会議幹部会の権限は、以下の内容に限定された。
- ソビエト連邦最高会議の開催
- 人民代議員大会およびソビエト連邦最高会議の準備
- ソビエト連邦最高会議常任委員会の作業調整
- 法案および「その他国家の重要事項」に関する全国的議論の開催

これにより、最高会議幹部会に付与されていた権限の多くは、ソビエト連邦最高会議とソビエト連邦大統領に移された。

## 歴代議長・第一副議長一覧

### 最高会議幹部会第一副議長
1977年から1989年まで、ソビエト連邦最高会議幹部会第一副議長は他国の副大統領に相当する官職であった。第一副議長は1990年にソビエト連邦副大統領へ継承された。
| ソビエト連邦最高会議幹部会第一副議長 | ソビエト連邦最高会議幹部会第一副議長 | ソビエト連邦最高会議幹部会第一副議長 | ソビエト連邦最高会議幹部会第一副議長 | ソビエト連邦最高会議幹部会第一副議長 | ソビエト連邦最高会議幹部会第一副議長 |
| 代                                   | 氏名                                 | 氏名                                 | 所属政党                             | 就任日                               | 退任日                               |
| ------------------------------------ | ------------------------------------ | ------------------------------------ | ------------------------------------ | ------------------------------------ | ------------------------------------ |
| 1                                    | ヴァシリー・クズネツォフ             |                                      | ソビエト連邦共産党                   | 1977年10月7日                        | 1986年6月18日                        |
| 2                                    | ピョートル・デミチェフ               |                                      | ソビエト連邦共産党                   | 1986年6月18日                        | 1988年10月1日                        |
| 3                                    | アナトリー・ルキヤノフ               |                                      | ソビエト連邦共産党                   | 1988年10月1日                        | 1989年5月25日                        |
| ソビエト連邦最高会議第一副議長       |                                      |                                      |                                      |                                      |                                      |
| 代                                   | 氏名                                 | 氏名                                 | 所属政党                             | 就任日                               | 退任日                               |
| 1                                    | アナトリー・ルキヤノフ               |                                      | ソビエト連邦共産党                   | 1989年5月25日                        | 1990年3月15日                        |
| ソビエト連邦副大統領                 |                                      |                                      |                                      |                                      |                                      |
| 代                                   | 氏名                                 | 氏名                                 | 所属政党                             | 就任日                               | 退任日                               |
| 1                                    | ゲンナジー・ヤナーエフ               |                                      | ソビエト連邦共産党                   | 1991年8月19日                        | 1991年8月21日                        |